# МОСТ (театр)
Театр МОСТ (Московский открытый студенческий театр) — государственное бюджетное учреждение культуры города Москвы. Создан на базе Студенческого театра МГУ в 1999 году постановлением Правительства Москвы по ходатайству Всероссийского театрального общества, фактически начал работать с июня 2000 года.

## История
Театр декларирует преемство от дореволюционного Театра Московского Университета, который был основан в 1756 году и считается старейшим в Москве.
Студенческий театр Императорского Московского университета открылся 26 января 1756 года спектаклем «Новоприезжие» по пьесе французского драматурга  Марка Антуана Леграна. Это было первое публичное театральное представление в Москве. Показ был приурочен к первой годовщине Указа об основании Московского университета. Первым художественным руководителем театра стал тогдашний ректор Университета, поэт и драматург М. М. Херасков. Поначалу труппа была исключительно мужской: женские роли исполнялись юными воспитанниками университетских гимназий, но уже в 1757 году решено было пригласить в труппу девушек. В 1806 году профессиональный театр господина Медокса, сформированный из актёров труппы Театра Московского университета, получил статус Императорского Московского театра. На его базе возникли первые русские антрепризы. Из театра Медокса выросли Большой и Малый театры. В здании Студенческого театра напротив Манежа состоялись дебюты П. C. Мочалова (1817) и М. С. Щепкина (1822).

### Студенческий театр МГУ
В 1957 году театральную студию Московского университета возглавил Ролан Быков, который преобразовал её в Студенческий театр МГУ. Создавая театр без санкции властей, Быков понадеялся на несогласованность действий советских инстанций:«Я решил, что как-нибудь проскочу: ЦК подумает, что МГК разрешил, МГК посчитает, что это дело комсомола, комсомол спишет на профсоюзы. Главное, чтобы красную ленточку Яблочкина перерезала». 6 мая 1958 года театр открыла актриса Александра Яблочкина в здании домового храма мученицы Татианы при МГУ. «Несите красоту и правду жизни людям!» — напутствовала она актёров в приветственном слове. 27 декабря в том же здании актёр Аркадий Райкин открыл эстрадную студию «Наш дом», организованную Марком Розовским, Альбертом Аксельродом и Ильёй Рутбергом.
Спектакль по пьесе чешского писателя Павла Когоута «Такая любовь», ставший первой постановкой Студенческого театра МГУ, был событием в московской культурной жизни. В главной роли дебютировала студентка МГУ Ия Саввина.
В 1960—1968 годах руководителем Студенческого театра был режиссер Сергей Юткевич, затем его сменил Семён Туманов. Из Студенческого театра МГУ вышли Алла Демидова, Георгий Полонский, Галина Стаханова, Ефим Шифрин, Всеволод Шестаков и многие другие деятели российской сцены. Здесь пробовали силы в режиссуре Марк Захаров, Роман Виктюк, Геннадий Полока, Владимир Мотыль, Алексей Бородин, Михаил Левитин, Иосиф Райхельгауз, Валерий Фокин, Иван Соловьёв.
С 1954 по 1969 годы в Главном здании МГУ работала театральная студия «Ленинские горы», в которой спектакли ставили Николай Петров («Они знали Маяковского», 1955 год; «Доктор философии», 1956 год), Леонид Варпаховский («Смерть коммивояжёра», 1960 год), Пётр Васильев («Клоп», 1964 год), Пётр Фоменко («Вечер Михаила Светлова», 1968 год; «Татьянин день, или Руси есть веселие пити», 1969 год). Студия была закрыта парткомом МГУ по указанию Московского городского комитета КПСС. В том же 1969 году закрыта студия «Наш дом», где начинали творческий путь Геннадий Хазанов, Семён Фарада, Михаил Филиппов, Александр Филиппенко. Автором музыки для спектаклей (а с августа 1964 по 1969 год музыкальным руководителем студии) был композитор Максим Дунаевский, театральным художником выступал Михаил Ушац.
В 1980 году главным режиссером Студенческого театра стал Евгений Славутин, который привлёк к сотрудничеству участников клуба «Поэзия», в том числе Юрия Арабова, Сергея Гандлевского, Игоря Иртеньева, Дмитрия Александровича Пригова. В это время в труппе играли Даниил Спиваковский, Алексей Кортнев, Валдис Пельш, Павел Мордюков, Ирина Богушевская, а позднее — Максим Галкин. В 1983 году в стенах театра родилась группа «Несчастный случай».
В начале Перестройки спектакли Студенческого театра МГУ оказались в центре театральной жизни Москвы. Паратрагедия «Чёрный человек, или Я, бедный Сосо Джугашвили» по пьесе Виктора Коркии, выпущенная в мае 1988 года, вызвала интерес не только в России, но и за рубежом. Театральная труппа неоднократно принимала участие в фестивалях Европы и Америки. В театре впервые были поставлены произведения Нины Садур, Татьяны Толстой, Марка Шатуновского.
Затем, в конце 1980-х — начале 1990-х годов, на подмостках появились такие постановки, как «Вальпургиева ночь, или Шаги командора» по пьесе Венедикта Ерофеева, «Чудная баба», «Фонтан любви к ближнему». Спектакль-кабаре «Синие ночи ЧК», согласно мнению автора «Российской газеты», содержал эротику «в пределах нормы, диктуемой хорошим вкусом интеллигентных людей, которые в МГУ ещё не перевелись». В спектакле «Приди ко мне в постель, или Любовь со скелетом», как писала «Газета для женщин», пародировались «штампованные образы, уже успевшие возникнуть и в нашей новой жизни, — бизнесменов, рэкетиров, „светских дам“». Поэт Александр Кривенко читал на месте церковного алтаря стихи со строками: «О как люблю ругаться матом На этой чуждой нам земле!».
20 декабря 1993 года Учёный совет МГУ принял решение «О восстановлении в прежнем виде архитектурного памятника на ул. Герцена, д. 1, о воссоздании в этом здании православной домовой церкви Московского университета и размещении в других помещениях этого здания музейных экспозиций МГУ». Ректорату было предписано рассмотреть «вопрос о создании равноценных условий для занятий творческих коллективов Культурного центра Московского университета, работающих в ДК МГУ на ул. Герцена, д. 1, а также предоставить сценическую площадку для Студенческого театра МГУ по согласованию с дирекцией театра на основе двустороннего договора». Специальная комиссия Ученого Совета приняла решение предоставить с 1 мая 1994 года Студенческому театру при МГУ для постановки спектаклей сценическую площадку Дворца культуры МГУ на Воробьёвых горах в Главном здании, четыре комнаты там же для размещения дирекции Студенческого театра и репетиционных классов, а также «трюм» под сценой и дополнительные помещения для хранения театрального реквизита. Для постановок и репетиций в вечернее время Студенческому театру был предоставлен спортивный зал на Моховой улице общей площадью 215,6 м².
Вопрос о возвращении Церкви исторического здания храма мученицы Татианы привёл к острому противостоянию между Студенческим театром МГУ и общиной храма, которое длилось с мая 1994 по январь 1995 года. 22 января 1995 года здание было передано Церкви.

### Театр МОСТ
В 1999 году на базе Студенческого театра МГУ был образован государственный Театр МОСТ — Московский открытый студенческий театр, художественным руководителем которого стал Евгений Славутин. На торжественной церемонии открытия театра в ДК МГУ 9 декабря 1999 года присутствовали мэр Москвы Юрий Лужков, ректор университета Виктор Садовничий и председатель Союза театральных деятелей РФ Александр Калягин.
В 2010 году театр переехал в собственные помещения со сценой на Большой Садовой улице, д. 6.
Театр МОСТ во главе с бессменным художественным руководителем заслуженным деятелем искусств РФ Евгением Славутиным — это театр молодёжный, и всё в нём подчинено авторскому взгляду молодых актёров на человеческие ценности.
В афише театра МОСТ постановки разных жанров — от комедии-буфф до психологической драмы. Театр МОСТ больше чем театр. Это новое культурное пространство в самом творческом районе Москвы — на Патриарших прудах. Здесь собираются молодые поэты, писатели, дизайнеры и музыканты. МОСТ активно участвует в театральных фестивалях, номинируется на премии и выпускает заметные за пределами страны спектакли.
3 декабря 2018 года спектакль «Поминальная молитва» театра МОСТ был награждён премией «Звезда театрала» в номинации «Лучший спектакль. Малая форма».
В конце 2019 года открыта новая сцена на Новинском бульваре, д. 22.
В 2022 году, в соответствии с Приказом Департамента культуры города Москвы от 29 марта 2022 года № 215/ОД «О реорганизации Государственного бюджетного учреждения культуры города Москвы „Государственный академический театр имени Моссовета“», Театр МОСТ присоединён к Театру Моссовета.

## Спектакли
Основные спектакли театра по годам:
2007
- «Счастливый неудачник» (для детей и подростков, по одноимённой повести Вадима Шефнера, реж. Е. Славутин);
- «Сирано» (по пьесе Эдмона Ростана «Сирано де Бержерак» в авторском переводе Е. Славутина, реж. Е. Славутин, Г. Долмазян);

2010
- «Аттракцион» (по роману Михаила Шишкина «Взятие Измаила», реж. Г. Долмазян, снят с репертуара);
- «Книга Судеб» (по произведениям Татьяны Толстой и Веры Инбер, реж. Е. Славутин);
- Кабаре «Сны на Патриарших» (реж. Е. Славутин, Г. Долмазян);

2011
- «Есть ли жизнь на Марсе?» (по произведениям Владимира Войновича и Кира Булычёва, реж. Е. Славутин);
- «Как важно быть серьёзным» (по одноимённой комедии Оскара Уайльда, реж. Г. Долмазян);

2012
- «Непобедимая армада» (по мотивам комедии Лопе де Вега «Изобретательная влюблённая» в авторской версии Виктора Коркии, реж. Е. Славутин);

2013
- «Тобио: мастер кукол» (для детей, по сценарию Фамиля Велиева, реж. Г. Долмазян);
- «Дорогой Бог!» (для детей, по роману Эрика-Эмманюэля Шмитта «Оскар и Розовая Дама», реж. Е. Славутин);

2014
- «Маленький лорд Фаунтлерой» (для детей, по одноимённому роману Фрэнсис Бёрнетт, реж. Е. Славутин);
- «Конфеты» (по произведениям Саши Денисовой, реж. Г. Долмазян, снят с репертуара);

2015
- «Чехов» (по мотивам пьес А. П. Чехова «Чайка», «Три сестры», «Вишнёвый сад», реж. Г. Долмазян);
- «Тимур и его команда» (по одноимённой повести Аркадия Гайдара, реж. Г. Долмазян, М. Самсонова);

2016
- «Каприз Паганини» (по повести Валерия Алексеева «Удача по скирпке», реж. Е. Славутин, снят с репертуара);

2017
- «Поминальная молитва» (по одноимённой пьесе Григория Горина по мотивам произведений Шолом-Алейхема, реж. Г. Долмазян);
- «Три Ивана» (для детей, по мотивам стихотворной сказки Андрея Усачёва «Иван — коровий сын», реж. Е. Славутин).

2018
- «Вальпургиева ночь» (по трагедии Венедикта Ерофеева «Вальпургиева ночь, или Шаги Командора», реж. Е. Славутин).

2019
- «Уроки любви» (по одноимённой пьесе Виктора Коркия и Александра Лаврина, реж. Е. Славутин);
- «Андерсен» (для детей, по мотивам сказок Ханса Кристиана Андерсена «Снежная королева» и «Принцесса на горошине», реж. М. Самсонова).

2020
- «Минька и Лёлька» (для детей, по автобиографическим рассказам Михаила Зощенко, реж. Е. Славутин).

2021
- «Русская народная почта» (по одноимённой пьесе Олега Богаева, реж. Г. Долмазян);
- «Достоевская. Сны Анны» (по воспоминаниям А. Г. Достоевской, автор инсценировки М. Денёва, реж. Г. Долмазян).

### Проект «Волшебный МОСТик»
Детские утренние одноактные спектакли в жанре домашнего театра (с 2019 года — на новой сцене на Новинском бульваре):
- 2015 — «Чудесное путешествие Нильса с дикими гусями» (по одноимённой сказочной повести Сельмы Лагерлёф, реж. М. Самсонова);
- 2015 — «Остров сокровищ» (по одноимённому роману Р. Л. Стивенсона, реж. М. Самсонова);
- 2016 — «Питер Пэн» (по сказочной повести Дж. М. Барри «Питер и Венди», реж. М. Самсонова);
- 2021 — «Кот в сапогах» (по одноимённой сказке Шарля Перро, реж. М. Самсонова)

### «МОСТ-проект»
Документально-игровые спектакли:
- 2017 — «4 Любы. Оттепель» (реж. Г. Долмазян);
- 2018 — «Русский авангард. Эпоха в лицах» (реж. Г. Долмазян).